# Khaserianthus
Khaserianthus is een geslacht van rechtvleugeligen uit de familie Chorotypidae. De wetenschappelijke naam van dit geslacht is voor het eerst geldig gepubliceerd in 1975 door Descamps.

## Soorten
Het geslacht Khaserianthus  is monotypisch en omvat slechts de volgende soort:
- Khaserianthus acutipennis (Saussure, 1903)